# Rompope de Tehuixtla
El rompope de Tehuixtla es un estilo de rompope elaborado en Tehuixtla, Morelos.

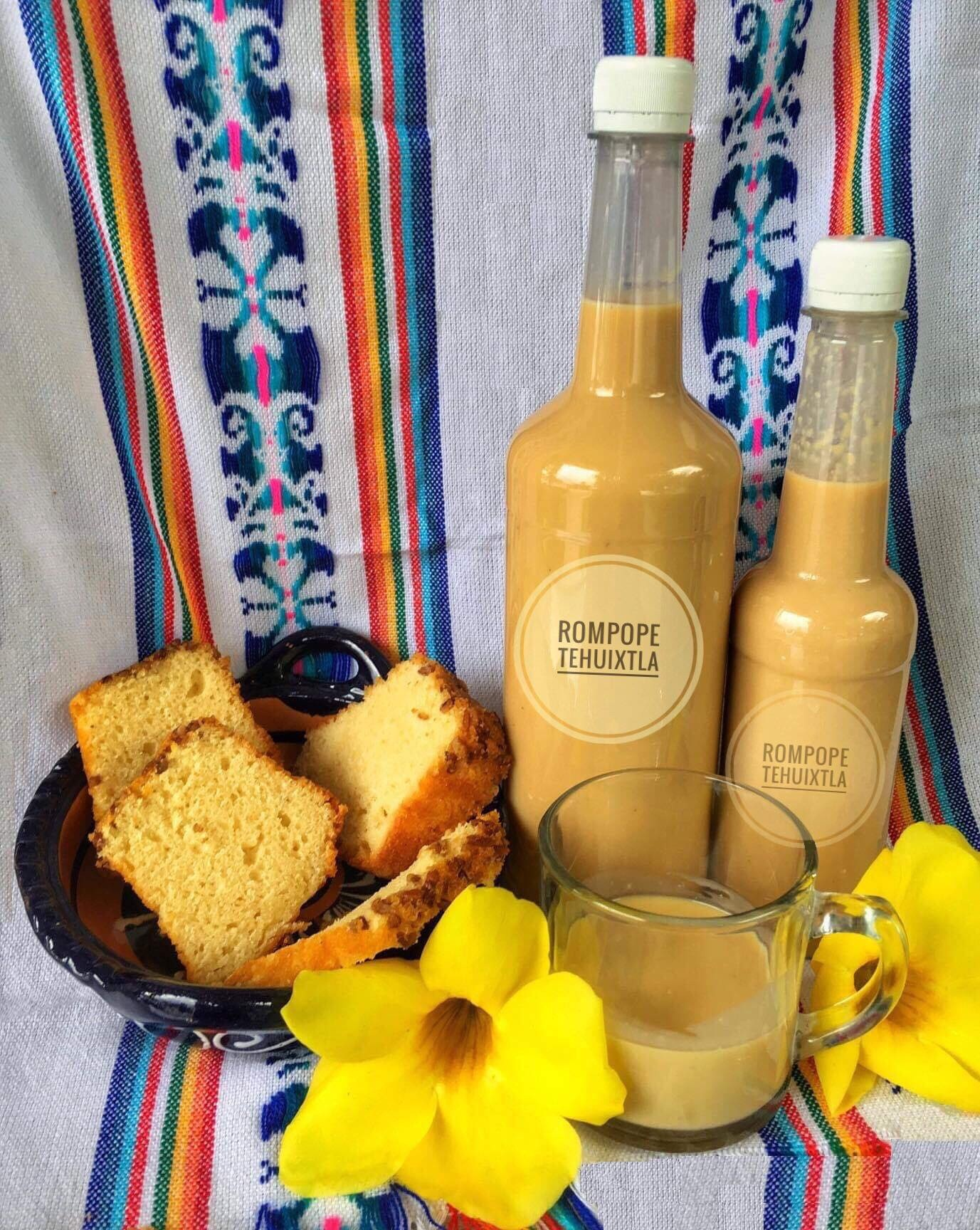
El rompope de Tehuixtla es emblema de la gastronomía de Morelos y se elabora de manera artesanal por las mujeres de esta comunidad.

Su elaboración en esta comunidad se debe a que monjas clarisas procedentes de la ciudad de Puebla a finales del siglo XVIII vinieron a enseñar a las mujeres Tehuixtla como optimizar sus productos lácteos, ya que los tehuixtlenses no aprovechaban todos los derivados de dicha actividad. Sólo elaboraban mantequilla, queso, requesón y crema. Herederas de la receta tradicional del rompope estilo Tehuixtla son las señoras: Ignacia Domínguez, Sirenia Millán, Francisca Aranda Ocampo, María Luisa Velazco Ocampo, Tecla Castrejón, Filiberta Millán.

## Características
Para la elaboración de este rompope, a diferencia de la receta tradicional, no se utiliza vainilla, se utiliza canela, huevos frescos y leche obtenida del ganado de Tehuixtla.